# Славяновский, Ян Ежи
Ян Ежи Славяновский (пол. Jan Jerzy Sławianowski; 9 февраля 1943 года, Прушков — 17 апреля 2019 года, Варшава) — польский физик, специалист в области математической физики, аналитической механики и теории поля.

## Биография
Родился в семье Льва (Leon) и Антонины (Antonina) Славяновских. Изучал математику и физику в Варшавском университете. В 1965-70 гг. учился в докторантуре на философском факультете Варшавского университета, а с 1968 г. — на физическом факультете этого же университета. Там в 1971 году защитил докторскую диссертацию под руководством профессора Андрея Траутмана. С 1970 года он был связан с Институтом фундаментальных проблем техники Польской академии наук, где в 1976 году прошёл хабилитацию. В 1988 году им было получено звание доцента, а в 1997 году — звание ординарного профессора. В течение многих лет проф. Славяновский руководил работами по аналитической механике и теории поля в отделе теории сплошных сред и наноструктур.

## Награды
- Крест заслуги (2002)

## Основные публикации

### Книги
- 1969: Przyczynowość w mechanice kwantowej, Warszawa: Wiedza Powszechna.
- 1975: Geometria przestrzeni fazowych, Warszawa: Państwowe Wydawnictwo Naukowe.
- 1982: Mechanika analityczna ciał odkształcalnych, Warszawa-Poznań: PWN.
- 1991: Geometry of Phase Spaces, PWN — John Wiley & Sons.

### Статьи
- 1964: Славяновский, Ян Ежи. Еще раз к вопросу о детерминизме в квантовой механике // В: Закон, необходимость, вероятность : [сб. ст.] / авториз. пер. с польск. А. П. Ермилова. М. : Прогресс, 1967. С.318-363 [2].
- 2007: Quantization of Affine Bodies. Theory and Applications in Mechanics of Structured Media
- 2008: Affine Symmetry in Mechanics of Collective and Internal Models. Part I. Classical Models (соавторы: Vasyl Kovalchuk, A. Sławianowska, Barbara Gołubowska, A. Martens, Ewa Eliza Rożko, Zygmunt Jacek Zawistowski)
- 2008: Affine Symmetry in Mechanics of Collective and Internal Modes. Part II. Quantum Models (соавторы: Vasyl Kovalchuk, A. Sławianowska, Barbara Gołubowska, A. Martens, Ewa Eliza Rożko, Zygmunt Jacek Zawistowski)
- 2010: Motion of Test Bodies with Internal Degrees of Freedom in Non-Euclidean Spaces
- 2010: Schrödinger and Related Equations as Hamiltonian Systems, Manifolds of Second-Order Tensors and New Ideas of Nonlinearity in Quantum Mechanics (соавтор: Vasyl Kovalchuk)
- 2013: Some Constraints and Symmetries in Dynamics of Homogeneously Deformable Elastic Bodies (соавторы:  Barbara Gołubowska, Vasyl Kovalchuk, Ewa Eliza Rożko)
- 2014: Constraints and Symmetry in Mechanics of Affine Motion (соавторы:  Barbara Gołubowska, Vasyl Kovalchuk)